# Louis Meißner
Louis Meißner († nach 1926) war ein deutscher Abgeordneter im anhaltisch-herzoglichen Landtag, Gutsbesitzer und Ziegeleibesitzer in Jonitz.

## Leben
Meißner war Gutsbesitzer in Jonitz, wo er 1883 auch als stellvertretender Amtsvorsteher tätig war. Bis 1889 kaufte Meißner in Jonitz in einer Zwangsversteigerung die "Ziegelei Meißner". Im selben Jahre vergrößerte er die Ziegelei mit einem zusätzlichen Ringofen. Seit 1894 wurde Meißner in den Landtag des Herzogtums Anhalt gewählt. 1913 musste er wegen eines anstehenden Gerichtsverfahrens sein Landtagsmandat niederlegen. Meißner wurde zu einem Jahr Zuchthaus und fünf Jahren Ehrenrechtsverlust verurteilt, da er vor Gericht versuchte, einen Zeugen zu bestechen.
Vom 1. Juli 1909 bis 1927 pachtete Meißner die Domäne Altenburg.

## Auszeichnungen
- Herzoglich Anhaltische Militärdienstauszeichnung für zwölfjährige Dienstzeit bis zum Jahre 1876